# The Adventures of Baron Munchausen
The Adventures of Barão  Munchausen (br As Aventuras do Barão Munchausen pt A Fantástica Aventura do Barão) é um filme teuto-britânico de 1989, dirigido por Terry Gilliam.

## Sinopse
Para salvar sua cidade, sitiada pelos turcos, o Barão de Münchausen sai em busca de seus amigos.

## Elenco
- John Neville.... Barão Munchausen
- Eric Idle.... Desmond / Berthold
- Sarah Polley.... Sally Salt
- Oliver Reed.... Vulcan
- Charles McKeown.... Rupert / Adolphus
- Winston Dennis.... Bill / Albrecht
- Jack Purvis.... Jeremy / Gustavus
- Valentina Cortese.... Rainha Ariadne / Violet
- Jonathan Pryce.... Horatio Jackson
- Bill Paterson.... Henry Salt
- Peter Jeffrey.... Califa
- Uma Thurman.... Afrodite / Rose
- Alison Steadman.... Daisy
- Ray Cooper.... Funcionário
- Robin Williams… Rei da Lua
- Terry Gilliam.... Cantor irritado
- Sting.... soldado da guerra (participação especial)

## Prêmios e indicações
Oscar (1990)
- Indicado nas categorias:

Melhor direção de arte
Melhor maquiagem
Melhor figurino
Melhores efeitos visuais